# Europese auto in 1917
Dit artikel geeft een overzicht van alle Europese personenwagens geproduceerd in 1917 door een significante autoconstructeur. De auto's staan alfabetisch gerangschikt per merk. Hier staan enkel Europese merken, ongeacht of ze eigendom zijn van een niet-Europees concern. Ook gaat het om constructeurs die algemeen bekend zijn met auto's die algemeen voor het publiek verkrijgbaar zijn. 
| Bobby Alba |                  | concern:             | Onafhankelijk |
| Bobby Alba | divisie:         |                      |               |
| Bobby Alba | merk:            | Bobby Alba Frankrijk |               |
| Bobby Alba | model:           | Type N               |               |
| Bobby Alba | einde productie: | 1922                 |               |
| Bobby Alba | productieaantal: | ?                    |               |

| Durkopp |                  | concern:          | Onafhankelijk |
| Durkopp | divisie:         |                   |               |
| Durkopp | merk:            | Durkopp Duitsland |               |
| Durkopp | model:           | Typ P             |               |
| Durkopp | einde productie: | 1922              |               |
| Durkopp | productieaantal: | ?                 |               |